# Білл Ренсом
Білл Ренсом — американський письменник-фантаст, народився в місті Пуйаллап, штат Вашингтон в 1945 році.

## Життєпис
Білл Ренсом є співавтором трьох науково-фантастичних романів з Френком Гербертом.
Серія Пандора включає: Інцидент з Ісусом (The Jesus Incident), у 1978 році, Ефект Лазаря (The Lazarus Effect) у 1983 році і Фактор Вознесіння (The Ascension Factor) у 1988 році.
| Письменник | Це незавершена стаття про письменника. Ви можете допомогти проєкту, виправивши або дописавши її. |